# 糖裹鷹嘴豆
糖裹鷹嘴豆（Chickpea noghl，波斯语: نقل نخودی ）是一種盛行於伊朗、阿富汗及的傳統餜子，製作方法是將鷹嘴豆裹上糖、水和蔷薇水，並加以烘烤而成。